# Sex Crimes 3
Sex Crimes 3 - Le cattive ragazze vogliono solo divertirsi (Wild Things: Diamonds in the Rough, anche conosciuto come Wild Things 3: Diamonds in the Rough) è un film statunitense del 2005 diretto da Jay Lowi ed è il terzo capitolo della saga Sex Crimes.

## Trama
Marie Clifton erediterà due splendidi diamanti, chiamati "madre e figlia", che la sua defunta madre le ha conferito. Il patrigno di Marie, Jay Clifton, sfida la sua volontà, sostenendo che Marie non è pronta per quella responsabilità ma in realtà vuole prendere i diamanti per se stesso. Durante un seminario di educazione sessuale presso la scuola di Marie, il dottor Chad Johnson e l'ufficiale di libertà vigilata Kristen Richards discutono di crimini sessuali e Richards rivela di essere stata vittima di uno stupratore anonimo molti anni prima.
All'incontro di nuoto di Marie, Jay incontra la ragazza asciugamano Elena Sandoval e la invita alla festa per il diciottesimo compleanno di Marie. Elena partecipa alla festa ma viene aggredita da Marie, che afferma che Elena non è la benvenuta. Jay conforta Elena e la porta nel cantiere di uno dei suoi edifici per la privacy. Più tardi, Elena afferma che Jay l'ha violentata sul sito. Il detective Michael Morrison è coinvolto nel caso, così come Richards, che è l'ufficiale di libertà vigilata di Elena. Chad è incaricato di documentare le ferite di Elena e testimonia in tribunale che Elena è stata violentata.
Marie crede che Elena lo stia facendo per soldi e dice a Jay di pagarla. Quando Jay ammette di essere al verde, Marie suggerisce che vengano venduti i diamanti. Jay è d'accordo e revoca la sua richiesta alla volontà, dando a Marie la custodia dei diamanti in modo da poterli vendere. Tuttavia, questo è stato uno stratagemma tra Elena, Marie e Chad per ottenere i diamanti e il trio ha una relazione sessuale insieme.
Jay crede che Elena rinuncerà alla sua accusa dopo essere stata pagata ma alla prossima sessione giudiziaria Elena testimonia che anche Jay ha minacciato di ucciderla. Jay viene mandato in prigione ma Richards ora è sospettosa del comportamento di Elena. Richards e Morrison cercano il trailer di Elena e scoprono che ha raccolto informazioni sullo stupro di Kristen, utilizzandolo per formare la sua testimonianza. Richards e Morrison discutono dei loro sospetti con Jay e concludono che Marie, Elena e Chad lavorano insieme.
Chad è interrogato da Richards e Morrison e teme che alcuni sospetti cadano su di lui: si gira su Marie, drogandola e rubandole i diamanti. Marie ed Elena gli danno la caccia, seguendo Chad nel bosco, dove Marie lo uccide con un ferro da stiro. Marie incontra quindi l'acquirente di diamanti chiamato da Chad ma scopre che i diamanti sono falsi. Elena, che viene lasciata a sorvegliare il corpo di Chad, viene catturata da Richards e Morrison.
Richards e Morrison affidano a Elena un compito: indossare un microfono e far ammettere a Marie di aver ucciso Chad, in modo che le accuse contro di lei verranno ridotte. Elena va da Marie e parla del suo piano per ottenere i veri diamanti dalla cassaforte di Jay in cantiere. Per tutto il tempo, Elena cerca ripetutamente di far confessare Marie, senza successo. Quando Marie ed Elena finalmente ottengono i diamanti dalla cassaforte, Elena le prende una pistola e fugge con i diamanti, spingendo Marie a inseguirla con la sua stessa pistola. Richards e Morrison, che stanno ascoltando da vicino, entrano nel cantiere separatamente. Durante il rimpiattino, Richards trova Marie e le spara al petto, uccidendola. Successivamente, Elena afferma che non c'erano diamanti, ed è scortata dalla scena da Richards.
Alla fine viene rivelato che Richards ed Elena sono madre e figlia. Jay è stato l'uomo che ha violentato Kristen in passato ed Elena è la loro figlia. Durante i titoli di coda, vengono mostrate scene che spiegano come sono riusciti a realizzare il loro piano.

## Promozione
(tagline del film)